# Téhem
Pour les articles homonymes, voir Maunier.
Téhem, de son vrai nom Thierry Maunier, est un auteur de bande dessinée français né le 16 janvier 1969 à Charenton-le-Pont. Il est notamment l'auteur de la série Malika Secouss.

## Biographie
Né en région parisienne de parents réunionnais, il arrive à La Réunion à l'âge de cinq ans puis repart en Métropole à quinze ans afin de suivre des études artistiques.
Il devient ensuite professeur d'arts plastiques en zone d'éducation prioritaire avant de trouver un poste à La Réunion pour y enseigner le dessin au collège de Bras-Panon. Après plusieurs années d'enseignement dans l'île, il quitte l'Éducation nationale pour se consacrer à la bande dessinée et part s'installer en Métropole.
Parallèlement à ses études, il a commencé ses premières bandes dessinées et a collaboré à la revue Le Cri du Margouillat et publie Tiburce aux éditions Centre du Monde, en 4 tomes et en créole. Mais c'est avec Malika Secouss (9 tomes), tableau critique et humoristique de la banlieue, qu'il se fait connaître. 
En 2001, il sort chez Glénat le premier album de la série Zap Collège, prépubliée par le magazine Okapi. L'album obtient l'Alph-Art du meilleur album jeunesse 9-12 ans au festival d'Angoulême en 2003.
Il a également été coloriste pour l'album La grippe coloniale dont le tome 1 reçoit en 2012 le Grand prix de la critique de l'ACBD. Depuis 2005, il remplace Baptizat dans la création des scénarios de Marie Frisson, série dessinée par Olivier Supiot.
Par ailleurs, Téhem a dessiné à titre gratuit en 2006 tous les visuels de la campagne de solidarité internationale Pas d'éducation, pas d'avenir.
Toujours chez l'éditeur Centre du Monde, il a plus tard contribué aux albums collectifs Marmites créoles en 2010,, Musiques créoles en 2011, et Légendes créoles en 2013.
Dans Chroniques du Léopard, publié en 2018, il dessine La Réunion à la veille de la libération de l'île en 1942 et croque des lycéens qui deviendront pour certains des personnalités politiques importantes dans l'île et au niveau national : Albert Ramassamy, les frères Paul et Jacques Vergès, Raymond Barre.
Avec Piments Zoizos - Les enfants oubliés de la Réunion, paru en 2020, il explore une nouvelle facette de l'histoire de La Réunion, celle des enfants de la Creuse,.

## Publications
- Tiburce, Centre du Monde, 6 Tomes. 1996. Tiburce-L'intégrale 1, Centre du monde/Glénat, réédition. 2018
- Malika Secouss, Glénat, 9 tomes. 1998-2008
- Zap Collège, Glénat, 8 tomes. 2002
- Lovely Planet, Glénat, 2 volumes. 2005-2009
- Marie Frisson, Glénat, 7 tomes. 2005
- Root, Glénat, 3 Tomes, 2007
- Quartier Western, Des Bulles dans l'Océan, 2010
- La Grosse Tête (Spirou) avec Pierre Makyo et Toldac, Dupuis, 2015
- Un reportage BD sur l'Erythrée dans le magazine Groom (janvier 2017)
- Chroniques du Léopard, avec Appollo, Dargaud. 2018[11].- Sélection officielle du Festival d'Angoulême 2019[12].
- Piments Zoizos - Les enfants oubliés de la Réunion, Steinkis, 2020  (ISBN 978-2368463260)
- Avocat du diable, Delcourt, 2021
- La Drôle de guerre de Papi et Lucien (avec Fabrice Erre) (3 tomes), Auzou, 2022-2024
- Vingt Décembre, chroniques de l'abolition, Dargaud, 2024

## Prix
- 2003 : Alph-Art jeunesse 7-8 ans du festival d'Angoulême pour Zap collège, t.1